# Adolfo Ovalle Wood
Adolfo Cristián Ovalle Wood (Santiago, Región Metropolitana, Chile, 25 de junio de 1970) es un exfutbolista chileno. Jugaba de defensa. Actualmente se encuentra avecindado en Estados Unidos, donde tiene su escuela de fútbol formativo La Roca Fútbol Club.
Es el padre de los futbolistas profesionales Adolfo Ovalle Raffo y Nicolás Ovalle.

## Biografía

### Como jugador
Comenzó a jugar fútbol a los 11 años en la selección del Colegio San Agustín de Santiago. A los 14, ingresó a las divisiones inferiores de Universidad Católica.
En 1989, tuvo su debut profesional por el conjunto cruzado, formando luego parte del plantel que se coronó campeón de la Copa Chile 1991.
Tras ser cedido a Santiago Wanderers en 1992, luego fue cedido a Cobresal en 1994, donde se recuerda como autor del gol del conjunto minero en el partido ante Universidad de Chile que coronó campeón al conjunto laico tras una sequía de 25 años.
Tras volver en enero de 1995 a Universidad Católica, donde jugó la Copa Libertadores 1995, Ovalle firmó por Liga Deportiva Universitaria de Quito, donde logró ser el mejor extranjero de la primera división ecuatoriana y formando parte del 11 ideal de la competición. Jugó 44 partidos con LDU.
Posteriormente, regresó a la máxima categoría chilena, jugando con Deportes Concepción en 1996 y Deportes Temuco en 1997, seguido de pasos en Primera B con Santiago Morning y Provincial Osorno en 1998 y 1999, respectivamente.
El año 2000, se fue a los Estados Unidos, teniendo pruebas con New England Revolution y Dallas Burn de la Major League Soccer. No fichó por ninguno de los clubes, pero el asistente de Dallas, Oscar Pisano, lo recomendó a Chris Agnello , quien era el director técnico de Utah Blitzz de la USL D-3 Pro League, firmando contrato de dos años. Finalmente pasó cinco temporadas con el Blitzz, sirviendo como capitán del equipo, ganando cuatro títulos de la Conferencia Oeste y ganando los playoffs del Campeonato de la Liga en 2001 y 2004. En 2000, fue nombrado Defensor del Año de la liga además de formar parte del equipo estelar de la liga en 2000 y 2002.

### Como Dirigente
Después de su primera temporada con Blitzz, en 2001, comenzó a entrenar a la Utah Blitzz Academy. Tras su retiro en 2005, formó su propio club juvenil, La Roca FC en Utah. Desde 1994, ha sido parte del Programa de Desarrollo Olímpico de Utah. En 2007, fue entrenador asistente del Real Salt Lake U17.

## Selección nacional
Fue convocado por Arturo Salah para la sub-23 de Chile que compitió en el Preolímpico de 1992, donde jugó todos los partidos, más no obtuvo la clasificación.

### Participaciones en Preolímpicos
| Torneo                     | Sede     | Resultado    | PJ | Goles | Asís. |
| -------------------------- | -------- | ------------ | -- | ----- | ----- |
| Preolímpico Sub-23 de 1992 | Paraguay | Primera Fase | 3  | 0     | 0     |

## Clubes
| Club                 | País           | Año       |
| -------------------- | -------------- | --------- |
| Universidad Católica | Chile          | 1989-1992 |
| Santiago Wanderers   | Chile          | 1992-1993 |
| Cobresal             | Chile          | 1994      |
| Universidad Católica | Chile          | 1995      |
| LDU de Quito         | Ecuador        | 1995      |
| Deportes Concepción  | Chile          | 1996      |
| Deportes Temuco      | Chile          | 1997      |
| Santiago Morning     | Chile          | 1998      |
| Provincial Osorno    | Chile          | 1999      |
| Utah Blitzz          | Estados Unidos | 2000-2004 |

## Palmarés

### Torneos nacionales
| Título                | Club                 | País           | Año  |
| --------------------- | -------------------- | -------------- | ---- |
| Copa Chile            | Universidad Católica | Chile          | 1991 |
| USL Pro Select League | Utah Blitzz          | Estados Unidos | 2001 |
| USL Pro Select League | Utah Blitzz          | Estados Unidos | 2004 |